# Brian Walton
Brian Walton (Vancouver, 18 december 1965) is een voormalig Canadees wielrenner.

## Belangrijkste overwinningen
1988
- Nationaal kampioenschap op de weg, elite

1989
- 9e etappe deel B Milk Race
- Eindklassement Milk Race

1991
- Eindklassement Ronde van Beieren

1997
- 8e etappe Ronde van Langkawi

1998
- Fyen Rundt

1999
- 6e etappe Ronde van Japan

## Resultaten in voornaamste wedstrijden
| Jaar | Ronde van Italië | Ronde van Frankrijk | Ronde van Spanje |
| ---- | ---------------- | ------------------- | ---------------- |
| 1990 |                  |                     |                  |
| 1992 | 116e             |                     |                  |

| Jaar | Luik-Bast.‑Luik |
| ---- | --------------- |
| 1990 | 118e            |
| 1992 |                 |

Alvis · Anderson · Andreu · Bauer · Bishop · Carter · Dahlberg · Hampsten · Harper · Kiefel · Lauritzen · McKinley · Roll · Tomac · Walton · Yates · Zimmermann
Alvis · Anderson · Andreu · Armstrong · Baker · Bauer · Bay · Bishop · Dernies · Hampsten · Kiefel · Larsen · Lauritzen · Moens · Schur · Sciandri · Stenersen · Walton · Yates · Zanoli · Zimmermann